# Marija Arbatowa
Marija Arbatowa, właśc. Marija Iwanowna Gawrilina (ur. 17 lipca 1957 w Muromie) – rosyjska pisarka, scenarzystka, aktorka, prezenterka telewizyjna i radiowa, publicystka, dziennikarka, polityk i feministka.

## Wczesne lata
Od pierwszego roku życia mieszkała w Moskwie. Studiowała na wydziale filozoficznym Uniwersytetu Moskiewskiego, a także na wydziale dramaturgii Instytutu Literackiego im. Maksyma Gorkiego. Jako młoda dziewczyna mieszkała na Arbacie, a w jej mieszkaniu spotykali się młodzi artyści.

## Działalność zawodowa
Jest autorką 14 dramatów i 20 pozycji książkowych. Współpracowała z telewizją prowadząc dla moskiewskiego kanału TV6 talk-show – Ja sama. Od 1991 prowadziła klub rehabilitacji psychiatrycznej dla kobiet Harmonia, zajmowała się także projektowaniem kampanii wyborczych (w tym kampanii prezydenckiej Borysa Jelcyna). Działała w Związku Sił Prawicowych SPS. W 1999 roku bez powodzenia kandydowała do Dumy. W 2000 roku była szefową sztabu pierwszej kandydatki na urząd prezydencki w Rosji, Ełły Pamfiłowej. W 2007 wystartowała w wyborach do Dumy z listy Partii Sprawiedliwości Społecznej i zdobyła 0,22% głosów.

## Życie prywatne
Córka Iwana Gawriłowicza Gawrilina - wykładowcy filozofii marksistowskiej. Trzykrotnie zamężna. Pierwszym jej mężem był śpiewak Aleksander Mirosznik, drugim politolog Oleg Wite, a obecnym analityk finansowy - Szumit Datta Gupta. Ma dwóch synów bliźniaków - Piotra i Pawła (ur. 1977). 

## Dzieła
- 1991: Dramaty do czytania.
- 1998: Nazywam się – kobieta (Polskie wydanie 2005, tłum. Teresa Kiełb)
- 1999: Mam czterdziestkę.
- 1999: Wizyta niestarej damy.
- 1999: W drodze do siebie.
- 2000: Ruchome związki.
- 2001: W porównaniu z Puszkinem… i ptak poleci.
- 2001: Ostatni list do А.
- 2002: Pożegnanie z ХХ wiekiem.
- 2003: Siedmiolatka poszukiwań.
- 2004: Miłość do amerykańskich samochodów.